# 埃格勒蒙特 (麻薩諸塞州)
埃格勒蒙特（英語：Egremont）是一個位於美國麻薩諸塞州伯克夏縣的鎮。

## 人口
根據2020年美國人口普查的數據，埃格勒蒙特的面積為49.00平方千米，當中陸地面積為48.40平方千米，而水域面積為0.60平方千米。當地共有人口1372人，而人口密度為每平方千米28人。